# Sebastian Stalder
Sebastian Stalder (* 19. Januar 1998 in Wald, Kanton Zürich) ist ein Schweizer Biathlet, der seit 2020 Mitglied der Schweizer Nationalmannschaft ist. Er startete bei den Olympischen Spielen 2022.

## Sportliche Laufbahn

### Juniorenebene
Sein internationales Debüt feierte Stalder 2016 im Alter von 18 Jahren bei den Olympischen Jugendspielen in Lillehammer. In Sprint und Verfolgung gelangen ihm die Ränge 10 und 11, mit der Mixed- und der Single-Mixed-Staffel fuhr er ebenfalls Top-10-Ergebnisse ein. In der Folgesaison startete er in der Lenzerheide erstmals im Junior-Cup; auch bei den Jugendweltmeisterschaften 2017 war er am Start und lief im Einzel auf Platz 10 sowie im Staffelwettkampf an der Seite von Niklas Hartweg und Robin Favre auf den fünften Rang. Nachdem er zu Beginn der neuen Saison einen fünften Rang und damit sein bis dahin bestes Einzelergebnis erzielt hatte, trat der Schweizer auch bei den Juniorenweltmeisterschaften wieder an, wie auch in der kompletten Saison schloss er die Einzelrennen unter den besten 30 ab. Als Belohnung für die Leistungen durfte Stalder im März 2018 in Oslo zum ersten Mal im Weltcup starten, im Sprint erreichte er den 82. Platz.
In der Saison 2018/19 trat Stalder erstmals bei allen Wettkämpfen im Junior-Cup an und erzielte in der Lenzerheide mit dem zweiten Platz im Einzel seinen ersten Podestplatz auf internationaler Ebene. Bereits eine Woche später gewann er mit dem Sprint in Station des Rousses sein erstes Junior-Cup-Rennen, im zugehörigen Verfolgungsrennen fiel er auf den dritten Rang zurück. Im Einzel der Junioren-WM lief er auf Rang fünf, und mit der Staffel gelang ihm ebenfalls ein Top-10-Ergebnis. Gemeinsam mit Amy Baserga gewann Stalder bei den Junioreneuropameisterschaften 2019 in der Single-Mixed-Staffel die Silbermedaille. Die Junior-Cup-Gesamtwertung schloss er hinter Tim Grotian auf dem zweiten Rang ab. Am Ende der Saison gab der damals 21-Jährige sein Debüt im IBU-Cup in Martell. Dabei erzielte er die Ränge 38 und 13 in beiden Sprintrennen sowie einen überraschend starken achten Platz im Massenstart 60.

### Weltcup und Olympiateilnahme
Ab November 2019 startete Stalder regulär im IBU-Cup und erzielte als bestes Ergebnis einen 14. Rang. Erfolg sollten allerdings seine letzten Juniorenweltmeisterschaften bringen: Im Einzel gewann der Schweizer hinter Max Barchewitz und Vebjørn Sørum die Bronzemedaille, mit der Staffel sprang Rang fünf heraus. Seine ersten Europameisterschaften endeten mit Ergebnissen ausserhalb der besten 30. Anfang März 2020 bekam er in Nové Město na Moravě seinen zweiten Weltcupeinsatz, der mit fünf Schiessfehlern und Rang 106 im Sprint allerdings gründlich schiefging. Trotzdem bekam er als Ersatz für Benjamin Weger einen Einsatz in der Staffel, wo er als Startläufer fehlerfrei blieb; die Staffel erreichte am Ende Rang neun. Stalders Saison endete mit der Junioren-EM 2020, seinem letzten Wettkampf auf Juniorenebene, wo er Platz sechs im Einzel und Platz sieben im Sprint erzielte.

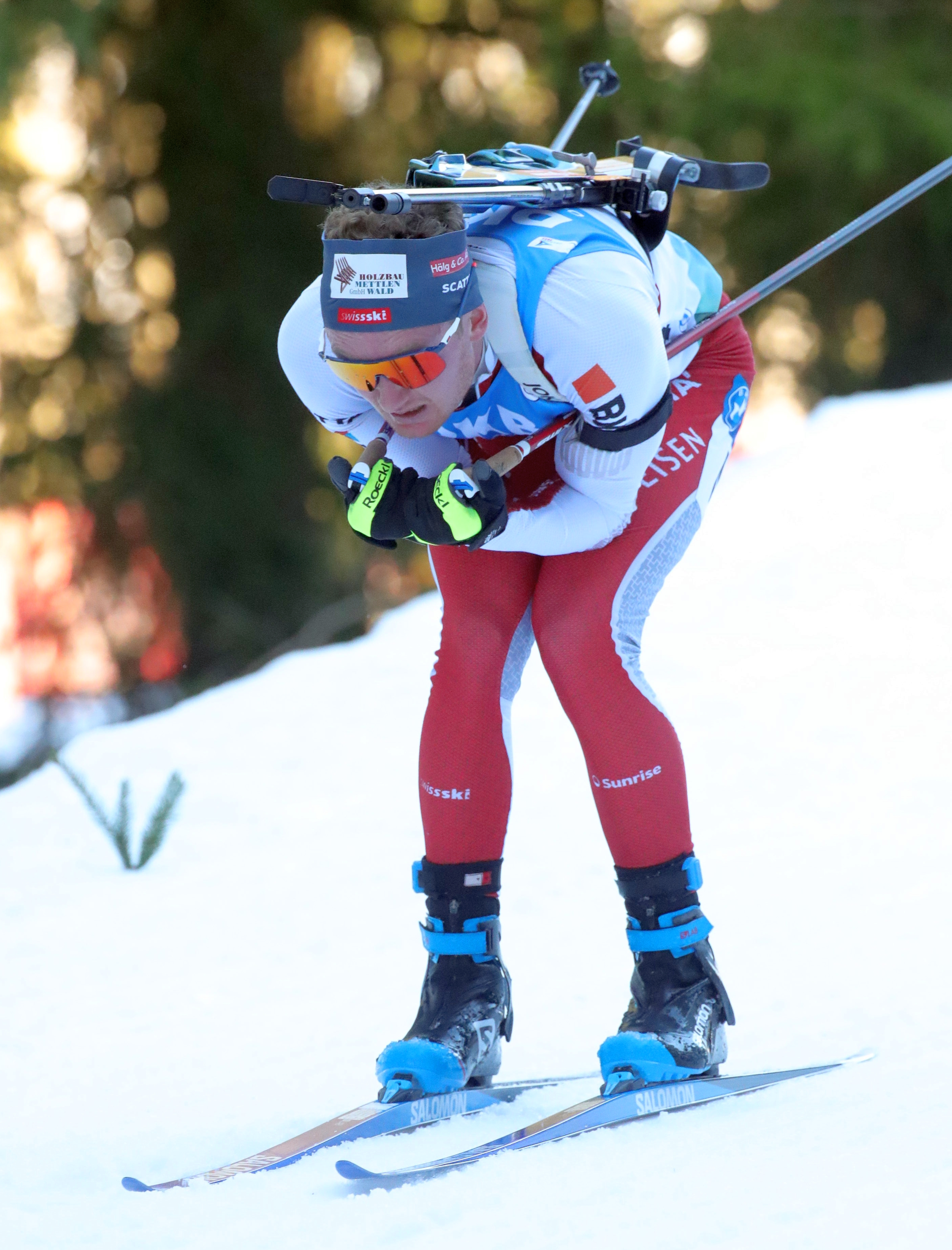
Stalder während des Einzelwettkampfs in Oberhof 2023

Die Saison 2020/21 begann für Stalder erstmals als Teil der Nationalmannschaft im Weltcup. Im ersten Wettkampf erreichte er Rang 60 im Einzel von Kontiolahti, was bis zum Saisonende sein bestes Resultat bleiben sollte, als Startläufer gelangen ihm mit der Männerstaffel bis zum Jahreswechsel zwei neunte Ränge. Den Sprint in Oberhof beendete er aufgrund von Übelkeit während des Rennens nicht. Nach dem Staffelrennen in Antholz wurde er schließlich wieder in den IBU-Cup versetzt, wo das beste Ergebnis am Saisonende Platz 17 im Kurzeinzel von Obertilliach darstellte.
Zu Beginn der neuen Saison startete Stalder wieder im Weltcup; mit Rang 45 im Auftakteinzel von Östersund erzielte er auch sofort sein bestes Karriereergebnis. Eine Woche darauf sprangen dann mit Platz 22 im Sprint auch die ersten Weltcuppunkte heraus. Während er als Startläufer der Staffeln am Schiessstand durchgehend gute Arbeit erledigte, erbrachten die folgenden Individualwettkämpfe miserable Ergebnisse jenseits der besten 100. Nachdem er, kurzfristig für Jeremy Finello eingesprungen, beim Einzel von Antholz Rang 26 und damit sein zweitbestes Karriereergebnis erreichte, gab es mit der Staffel am gleichen Ort mit dem siebten Rang eine neue persönliche Bestleistung. In seiner ersten kompletten Saison wurde der 24-Jährige neben Niklas Hartweg, Benjamin Weger und Joscha Burkhalter für die Olympischen Spiele in Peking nominiert, wo er nach Rang 53 im Einzel einen 27. Platz im Sprint und den 36. Platz in der Verfolgung erzielte. Mit der Männerstaffel erreichte er Rang 12, mit der Mixedstaffel Platz 8. Die Wettkämpfe nach den Olympischen Spielen verliefen für Stalder durchgehend erfolgreich. Zunächst ging es in Kontiolahti mit der Staffel auf Rang sechs, in Sprint und Verfolgung sogar auf die Plätze 15 und 18 und damit zu erneuten persönlichen Bestleistungen. Nach Rang 24 im Sprint von Otepää qualifizierte sich Stalder für seinen ersten Massenstart, den er auf Position 29 abschloss, den Winter schloss er als zweitbester Schweizer auf Position 40 der Gesamtwertung ab. Seine erste Medaille auf Seniorenebene verpasste er im August als Vierter des Massenstarts bei den Sommerbiathlonweltmeisterschaften um 0,6 Sekunden.

### Konstantester Athlet im Schweizer Team
Im Winter 2022/23 hob Stalder sein Niveau extrem an. Nach ordentlichem Start überraschte er in Le Grand-Bornand als Achter des Massenstarts und blieb an selbigem Ort in allen drei Rennen am Schiessstand komplett fehlerfrei. Nach dem Jahreswechsel ging es auf der Pokljuka mit der Mixedstaffel auf den vierten Rang, in Ruhpolding und Antholz realisierte er in Massenstart und Verfolgung zwei weitere Top-10-Platzierungen. Auch die Weltmeisterschaften in Oberhof verliefen erfolgreich: mit der Staffel erreichte man trotz sechs Strafrunden noch ebendiesen Platz, in seiner Paradedisziplin, dem Massenstart, traf Stalder erneut alle Scheiben und schloss diesen als Siebter ab. Im Einzelrennen von Östersund stellte der Schweizer mit dem siebten Rang sein Bestergebnis ein, im Massenstart verliess er den Schiessstand wie schon in Le Grand-Bornand als Zweiter, musste sich aber noch überholen lassen und beendete den Wettkampf auf dem fünften Platz. Auch im letzten Rennen der Saison sicherte er sich als 9. einen Top-10-Platz, sodass schlussendlich hinter den Norwegern Christiansen, Bø, Lægreid und Dale der fünfte Platz in der Disziplinenwertung resultierte. Im Gesamtweltcup belegte Stalder den 17. Rang und war damit wie im Vorwinter zweitbester Schweizer.
In der Saison 2023/24 belegte Stalder den 19. Rang in der Gesamtwertung und war damit erstmals bester Schweizer. Den Grundstein dafür legte er im ersten Trimester, wo ihm insgesamt vier Top-10-Einzelplatzierungen gelangen, darunter auch in zwei Sprintrennen. Im Eröffnungswettkampf der Saison, dem Einzel von Östersund, vergab er beim letzten Schiessen nach einem Fehler den möglichen Sieg und belegte am Ende Platz fünf. Das beste Ergebnis mit der Männerstaffel resultierte mit Platz fünf in Oberhof, obwohl ausgerechnet Stalder eine Strafrunde schoss; mit der Mixedstaffel verpasste er gemeinsam mit Amy Baserga, Lena Häcki-Groß und Joscha Burkhalter in Antholz knapp das Podest, nachdem er auf der Schlussrunde noch von Martin Ponsiluoma überholt wurde. Noch wesentlich knapper schrammten Stalder, Niklas Hartweg, Baserga und Häcki-Groß bei den Weltmeisterschaften am Podest vorbei, eine Sekunde fehlte im Ziel zur Bronzemedaille. Gute Einzelergebnisse blieben beim Saisonhöhepunkt aus, einzig im Massenstart ergaben zwanzig Treffer einmal mehr eine Top-10-Platzierung. Nachdem er für lange Strecken der Saison unter den besten 15 im Gesamtweltcup geführt wurde, fiel der Schweizer nach eher durchschnittlichen Resultaten zum Saisonende auf Platz 19 zurück, Grund dafür war in erster Linie eine schwächere Laufform als in den Vormonaten.
Im Winter 2024/25 konnte Stalder seine Vorleistungen nicht bestätigen. Als bestes Ergebnis im regulären Weltcup erreichte er Rang 14 im Sprint von Le Grand-Bornand, mit der Mixedstaffel lief er in Oberhof gemeinsam mit Jeremy Finello, Aita Gasparin und Lena Häcki-Groß auf Rang vier und seinem damit besten Staffelresultat. Bei seinen Heim-Weltmeisterschaften lief er zu den Rängen 11 und 13 in Verfolgung und Einzel, im letzten Trimester fehlte wie schon in der Vorsaison seine läuferische Form und der Schweizer kam nur ein weiteres Mal in die Punkteränge. Nach Saisonschluss sicherte er sich in Abwesenheit von Niklas Hartweg die Schweizer Meistertitel in Sprint und Massenstart.

## Persönliches

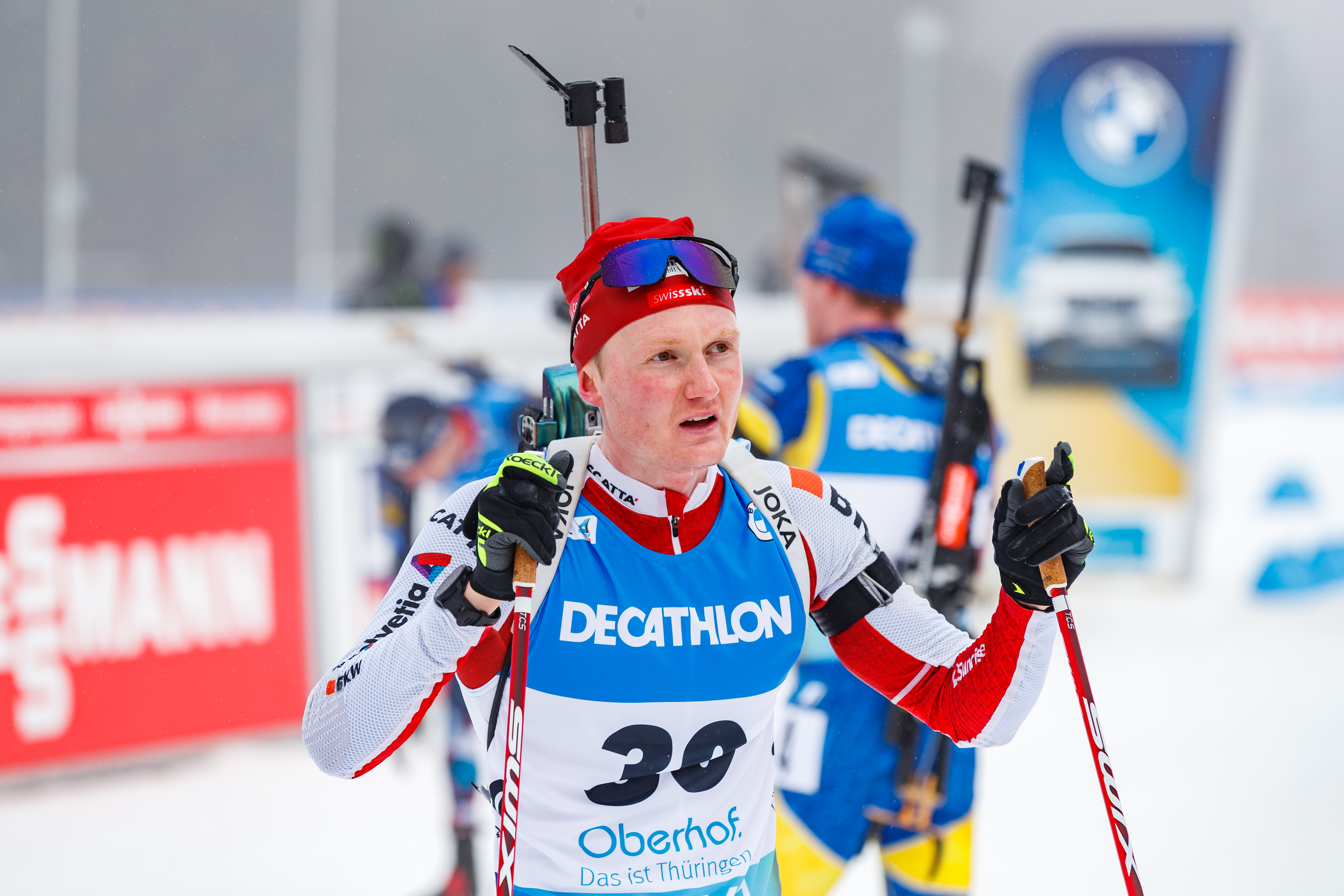
Stalder 2023 in Oberhof

Stalder wohnt in Alvaneu im Kanton Graubünden. Zu Beginn seiner Karriere war er auch als Armbrustschütze aktiv. Er hat zwei jüngere Geschwister, Selina war als Juniorin international aktiv, Gion startet seit 2023 ebenfalls im Weltcup. Stalder ist als einer von acht Athleten als Spitzensportler beim Bundesamt für Zoll und Grenzsicherheit angestellt.

## Besonderheiten
Das Gewehr von Sebastian Stalder ist mit einer im Weltcup einzigartigen Nachladetechnik ausgestattet. Die Magazine befinden sich im Inneren des Schafts, und das jeweils neue Magazin rutscht beim Wechsel eigenständig nach. Dies kann am Schiessstand zeitliche Vorteile gegenüber anderen Athleten bringen. Die Eigenkonstruktion namens Stalder Schaft nutzen neben Stalder selbst auf internationaler Ebene mehrere Athleten, darunter sein Bruder Gion, Jeremy Finello und Felix Ullmann, der im Juniorcup aktiv ist.

## Statistiken

### Weltcupplatzierungen
Die Tabelle zeigt alle Platzierungen (je nach Austragungsjahr einschliesslich Olympische Spiele und Weltmeisterschaften).
- 1.–3. Platz: Anzahl der Podiumsplatzierungen
- Top 10: Anzahl der Platzierungen unter den ersten zehn (einschliesslich Podium)
- Punkteränge: Anzahl der Platzierungen innerhalb der Punkteränge (einschliesslich Podium und Top 10)
- Starts: Anzahl gelaufener Rennen in der jeweiligen Disziplin
- Staffel: inklusive Mixed- und Single-Mixed-Staffeln

| Platzierung               | Einzel | Sprint | Verfolgung | Massenstart | Staffel | Gesamt |
| ------------------------- | ------ | ------ | ---------- | ----------- | ------- | ------ |
| 1. Platz                  |        |        |            |             |         |        |
| 2. Platz                  |        |        |            |             |         |        |
| 3. Platz                  |        |        |            |             |         |        |
| Top 10                    | 2      | 2      | 1          | 5           | 25      | 35     |
| Punkteränge               | 8      | 17     | 17         | 10          | 33      | 85     |
| Starts                    | 12     | 34     | 20         | 10          | 33      | 109    |
| Stand: Saisonende 2024/25 |        |        |            |             |         |        |

### Weltcupwertungen
Ergebnisse bei Weltcups (Disziplinen- und Gesamtweltcup) gemäß Punktesystem.
| Saison  | Einzel | Einzel | Sprint | Sprint | Verfolgung | Verfolgung | Massenstart | Massenstart | Gesamt | Gesamt |
| Saison  | Platz  | Punkte | Platz  | Punkte | Platz      | Punkte     | Platz       | Punkte      | Platz  | Punkte |
| ------- | ------ | ------ | ------ | ------ | ---------- | ---------- | ----------- | ----------- | ------ | ------ |
| 2021/22 | 40.    | 15     | 33.    | 72     | 52.        | 28         | 46.         | 4           | 40.    | 119    |
| 2022/23 | 16.    | 72     | 26.    | 96     | 22.        | 115        | 5.          | 143         | 17.    | 426    |
| 2023/24 | 13.    | 76     | 19.    | 125    | 20.        | 130        | 18.         | 86          | 19.    | 417    |
| 2024/25 | 47.    | 18     | 39.    | 58     | 52.        | 22         | 39.         | 21          | 41.    | 119    |

### Olympische Winterspiele
Ergebnisse bei Olympischen Winterspielen:
|                                        | Einzelwettbewerbe | Einzelwettbewerbe | Einzelwettbewerbe | Einzelwettbewerbe | Staffelwettbewerbe | Staffelwettbewerbe |
| Einzel                                 | Sprint            | Verfolgung        | Massenstart       | Herrenstaffel     | Mixedstaffel       |                    |
| -------------------------------------- | ----------------- | ----------------- | ----------------- | ----------------- | ------------------ | ------------------ |
| Olympische Winterspiele 2022 \| Peking | 53.               | 27.               | 36.               | –                 | 12.                | 8.                 |

### Biathlon-Weltmeisterschaften

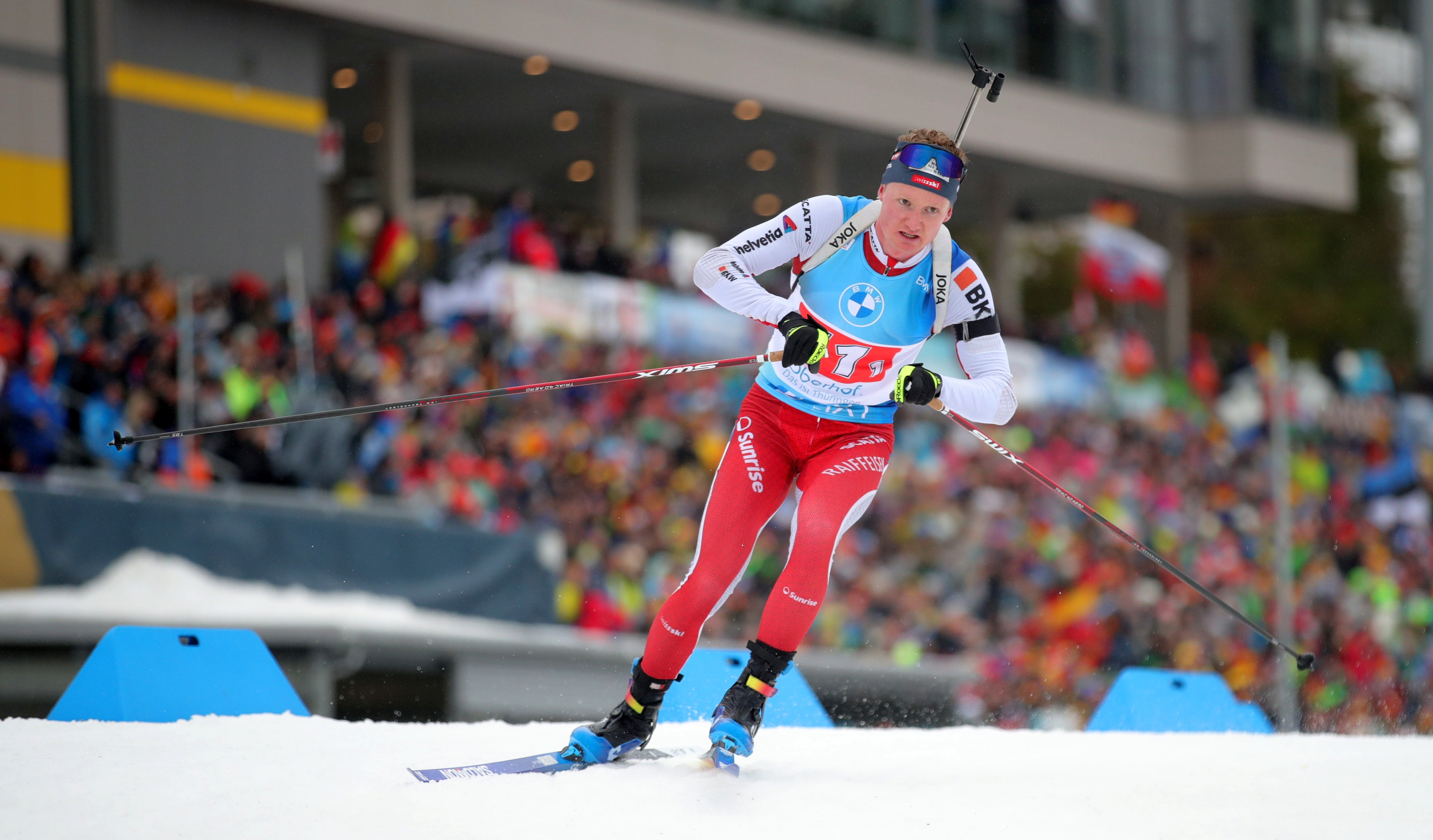
Während des WM-Staffelrennens 2023

Ergebnisse bei den Weltmeisterschaften:
| Weltmeisterschaften | Weltmeisterschaften | Einzelwettbewerbe | Einzelwettbewerbe | Einzelwettbewerbe | Einzelwettbewerbe | Staffelwettbewerbe | Staffelwettbewerbe | Staffelwettbewerbe |
| Jahr                | Ort                 | Einzel            | Sprint            | Verfolgung        | Massenstart       | Herrenstaffel      | Mixedstaffel       | S.-M.-Staffel      |
| ------------------- | ------------------- | ----------------- | ----------------- | ----------------- | ----------------- | ------------------ | ------------------ | ------------------ |
| 2023                | Oberhof             | 16.               | 37.               | DNS               | 7.                | 6.                 | 7.                 | –                  |
| 2024                | Nové Město          | 28.               | 50.               | 42.               | 7.                | 14.                | 4.                 | –                  |
| 2025                | Lenzerheide         | 11.               | 13.               | 27.               | 25.               | 7.                 | 6.                 | –                  |

### Jugend-/Juniorenweltmeisterschaften
Stalder nahm 2017 an den Jugend-, ab 2018 an den Juniorenwettkämpfen teil.
| Weltmeisterschaften | Weltmeisterschaften | Einzelwettbewerbe | Einzelwettbewerbe | Einzelwettbewerbe | Herrenstaffel |
| Jahr                | Ort                 | Einzel            | Sprint            | Verfolgung        | Herrenstaffel |
| ------------------- | ------------------- | ----------------- | ----------------- | ----------------- | ------------- |
| 2017                | Osrblie             | 10.               | 40.               | 25.               | 5.            |
| 2018                | Otepää              | 15.               | 20.               | 20.               | 9.            |
| 2019                | Osrblie             | 5.                | 21.               | 18.               | 9.            |
| 2020                | Lenzerheide         | 3.                | 25.               | 15.               | 5.            |

### Junior-Cup-Siege
| Nr. | Datum         | Ort         | Disziplin |
| --- | ------------- | ----------- | --------- |
| 1.  | 20. Dez. 2018 | Les Rousses | Sprint    |